# Otto Ernberg

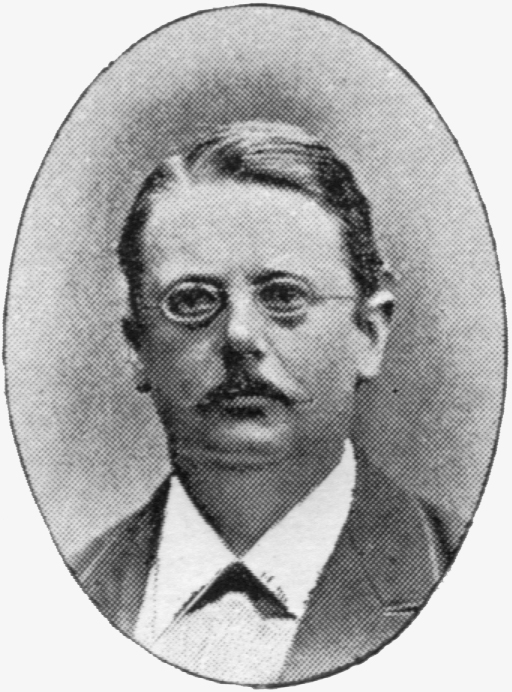
Otto Ernberg.

Johan Otto Ernberg, född den 4 april 1847 i Karlskrona, död den 16 december 1920 i Lund, var en svensk jurist, universitetstjänsteman, lokalpolitiker med mera. Han var son till handlanden Johan Robert Peterson och Emma Olsen, bror till Axel Ernberg samt kusin till Ivar, Jarl, Albert och Harald Ernberg.
Efter mogenhetsexamen vid läroverket i Karlskrona inskrevs Ernberg 1864 vid Lunds universitet för att studera juridik. Han avlade juridisk-filosofisk examen 1866 och blev 1872 juris utriusque kandidat. Han tjänstgjorde därefter (först som auskultant) i Hovrätten över Skåne och Blekinge 1872, var biträde hos domaren i Torna och Bara härads domsaga 1873–1874 samt utnämndes sistnämnda år till vice häradshövding.
Ernbergs huvudsakliga karriär skulle dock inte äga rum på den juridiska banan. År 1875 återvände han till sitt gamla universitet, nu dock för en lång rad av administrativa befattningar. Efter att inledningsvis ha varit amanuens vid räntekammaren och kansliet blev han notarie i först juridiska fakulteten (1877–1882) och sedan även i medicinska fakulteten (1881–1883). Han blev universitetets ombudsman 1887 och senare samma år dess sekreterare (akademisekreterare), en post han kom att inneha ända till sin pensionering 1914.
Vid sidan av sin huvudsakliga tjänstgöring hade Ernberg ett mycket stort antal förtroendeuppdrag inom bland annat studentvärlden, staden Lund och det lokala näringslivet. Han var kurator för Blekingska nationen i hela tio år 1873–1883 och utsågs omedelbart därefter till dess hedersledamot. Inom Akademiska Föreningen var han bland annat föreningens ombudsman (juridiska ombud) från 1875 och till sin död samt ledamot av dess ekonomiska utskott 1888–1896. Inom sällskaps- och ordenslivet var Ernberg bland annat stormästare i Sällskapet CC 1871 och i nära ett kvartssekel (1896–1920) ledamot av kassadirektionen i Lunds Knutsgille.
Kommunalt var Ernberg ledamot av stadsfullmäktige 1879–1910, de sista tretton åren som dess vice ordförande. Han var vidare ordförande i stadens byggnadsnämnd 1879–1881 samt i dess drätselkammare 1882–1886. Han var även ledamot av Malmöhus läns landsting 1898–1909. Vidare var han verkställande direktör för de lokala järnvägsbolagen Lund-Trelleborgs Järnväg och Lund-Kävlinge Järnväg samt kontorschef vid Kristianstads enskilda banks lundakontor.
Ernberg blev riddare av Vasaorden 1897 och av Nordstjärneorden 1907. Han är begraven på Norra kyrkogården i Lund.
Lundaprofilen Tusse Sjögren ger i sina studentminnen från 1910-talet följande lilla anekdotiska porträtt av Ernberg:
När vi tre gossar den ljusa septemberdagen 1910 steg in i lokalen [universitets kansli], möttes vi av en graciöst kutryggig man, vars nyfiket spelande ögon granskade oss bokstavligen från topp till tå. Det var akademisekreteraren Otto Ernberg, känd av hela staden under smeknamnet Tuppen. Sina medmänniskors fotbeklädnad ägnade han stort intresse - det var hans lilla mani.

## Filmografi
- 1920 – Lunda-indianer